# Antagonist interleukin-1 receptora
Antagonist interleukin-1 receptora (IL-1RA) je protein koji je kod ljudi kodiran IL1RN genom.
IL-1RA antagonist se ranije zvao IL-1 inhibitor. Njega su nezavisno otkrile dve laboratorije 1984 godine. IL-1RA, se vezuje za interleukin-1 receptor (IL-1R) na površini ćelija. Za IL-1R se isto tako vezuje interleukin 1 (IL-1). IL-1RA sprečava IL-1 da pošalje signal.

## Funkcija
je član interleukin 1 citokin familije. Ovaj protein inhibira aktivnosti interleukina 1, alfa (IL1A) i interleukina 1, beta (IL1B), i modulira niz interleukin 1 zavisnih imunskih i inflamatornih odgovora. Ovaj gene i pet drugih blisko srodnih citokin gena formiraju genski klaster koji obuhvata približno 400 kb na hromozomu 2. Četiri alternativno splajsovane transkriptne varijante koje kodiraju jedinstvene izoforme su bile utvrđene.

## Klinički značaj
Za polimorfizam ovog gena se smatra da je vezan za povećani rizik osteoporoznih fraktura i gastričnog karcinoma.
Mutacije u IL1RN genu rezultuju u retkoj bolesti koja se zove nedostatak antagonista interleukin-1 receptora (DIRA). Varijante IL1RN gena su takođe asocirane sa rizikom od shizofrenije. Povišeni IL1RN nivoi su nađeni u serumu obolelih od shizofrenije.
Interleukin 1 receptor antagonist je korišćen u tretmanu reumatoidnog artritisa, autoimune bolesti u kojoj IL-1 igra ključnu ulogu. On se komercijalno proizvodi kao anakinra, što je ljudska rekombinantna forma L-1RA. U pogledu proteinske sličnosti, IL-1β srodniji sa IL-1RA nego IL- 1α.

## Literatura
- Arend WP, Malyak M, Guthridge CJ, Gabay C (1998). „Interleukin-1 receptor antagonist: role in biology.”. Annu. Rev. Immunol. 16: 27—55. PMID 9597123. doi:10.1146/annurev.immunol.16.1.27.
- Adcock IM, Ito K (2000). „Molecular mechanisms of corticosteroid actions.”. Monaldi archives for chest disease = Archivio Monaldi per le malattie del torace / Fondazione clinica del lavoro, IRCCS [and] Istituto di clinica tisiologica e malattie apparato respiratorio, Università di Napoli, Secondo ateneo. 55 (3): 256—66. PMID 10948677.
- Arend WP (2003). „The balance between IL-1 and IL-1Ra in disease.”. Cytokine Growth Factor Rev. 13 (4-5): 323—40. PMID 12220547. doi:10.1016/S1359-6101(02)00020-5.
- Sehouli J; Mustea A; Könsgen D;  . (2003). „Polymorphism of IL-1 receptor antagonist gene: role in cancer.”. Anticancer Res. 22 (6A): 3421—4. PMID 12530098.
- Kamangar F, Cheng C, Abnet CC, Rabkin CS (2007). „Interleukin-1B polymorphisms and gastric cancer risk--a meta-analysis.”. Cancer Epidemiol. Biomarkers Prev. 15 (10): 1920—8. PMID 17035400. doi:10.1158/1055-9965.EPI-06-0267.

## Spoljašnje veze
- Interleukin+1+Receptor+Antagonist+Protein на 